# Jurignac
Jurignac är en kommun i departementet Charente i regionen Nouvelle-Aquitaine i västra Frankrike. Kommunen ligger  i kantonen Blanzac-Porcheresse som ligger i arrondissementet Angoulême. År 2018 hade Jurignac 641 invånare.

## Befolkningsutveckling
Antalet invånare i kommunen Jurignac
Referens:INSEE